# Matthias Freihof
Matthias Freihof (Plauen, 25 november 1961) is een Duits acteur en zanger. Hij is vooral bekend van zijn rol als Heinrich Himmler in de film Valkyrie uit 2008.

## Loopbaan
Freihof brak in 1989 door met de hoofdrol in Coming Out, de eerste DDR-film met homoseksueel getinte inhoud.
Van 1998 tot 2003 speelde hij in Siska - een krimi op de ZDF - de rol van Lorenz Wigand, de assistent van hoofdcommissaris Siska. Hij had gastoptredens in onder andere Marienhof, Der Alte, Mona M. – Mit den Waffen einer Frau en Alarm für Cobra 11 – Die Autobahnpolizei.
Freihof is ook als zanger bekend en bracht in 1989 het lied Schmeckt dein Leben nach Kamillentee uit.

## Theater (selectie)
- 1984: Ein Sommernachtstraum – Regie: Thomas Langhoff
- 1987–1989: My Fair Lady – Regie: F. C. Pemmann
- 1987–1989: Die Herrmannsschlacht – Regie: M. Helle
- 1990–1991: Jacques Brel – Eine Hommage – met Gisela May – Regie: Uwe Lohse
- 1990–1991: Brecht-Matinee met Gisela May
- 1990–1991: Romanisches Café – Theaterrevue – Regie: Frank Lienert/Gerhard Haase-Hindenberg
- 1991–1992: Die Fantasticks – Friedrichstadtpalast Berlin, Kleine Bühne – Regie: U. Lohse – Rol: Matt
- 1991–1992: Leidenschaften – Friedrichstadtpalast Berlin, Kleine Revue – Regie: U. Lohse
- 2005: Wie einst im Mai – Schlosspark Theater – Regie: Andreas Gergen – Rol: Fritz Jüterbog
- 2005–2007: Die süßesten Früchte – Komödie Düsseldorf – Regie: Andreas Schmidt – Rol: Michael; vervolgens Komödie Winterhuder Fährhaus Hamburg, Komödie Berlin (Tournee)
- 2006: Butterbrot – Theaterproduktion Düsseldorf (Tournee) – Regie: Anatol Preissler – Rol: Martin
- 2007: Ganze Kerle – Komödie Düsseldorf (Regie)
- 2008: Ghetto – Stadttheater Klagenfurt – Rol: Gens
- 2008–2009: Venedig im Schnee – Komödie Düsseldorf – Regie: Ulf Dietrich – Rol: Christoph, vervolgens Theatergastspiele Kempf (Tournee)
- 2009: Kollaboration – Theater im Rathaus Essen – Regie: Wolfgang Engel – Rol: Stefan Zweig
- 2015: Fast Normal – Renaissance-Theater Berlin – Rol: Dr. Fine/Madden
- 2016: Ziemlich beste Freunde – Schlossfestspiele Neersen – Regie: Jan Bodinus – Rol: Philippe
- 2017: Das Original – Kleines Theater Berlin – Regie: Karin Bares – Rol: Lionel
- 2018: Im weißen Rößl – Schlossfestspiele Neersen – Regie: Lajos Wenzel – Rol: Leopold
- 2019: Drei Männer im Schnee – Kleines Theater am Südwestkorso – Regie: Karin Bares – Rol: Geheimrat Tobler

## Filmografie (selectie)
- 1986: Ernst Thälmann
- 1987: Die erste Reihe
- 1987: Käthe Kollwitz – Bilder eines Lebens (bioscoop)
- 1989: Coming Out (Kino)
- 1991: Mokka für den Tiger
- 1992: Hamburger Gift
- 1993: Motzki - Der Schlüssel (televisieserie)
- 1993: Ein Fall für zwei - Gelegenheit macht Mörder (televisieserie)
- 1993: Der Mann im schwarzen Mantel
- 1994: Die Männer vom K3 - Ein friedliches Dorf (televisieserie)
- 1994–2012: SOKO 5113/SOKO München (televisieserie, diverse rollen, 4 afleveringen)
- 1996: Alarm für Cobra 11 – Die Autobahnpolizei (televisieserie, 8 afleveringen)
- 1996: SK-Babies - Gefährlicher Verdacht (televisieserie)
- 1996–1997: Marienhof (televisieserie, 3 afleveringen)
- 1996: Liane
- 1997: Todesspiel (televisiedocumentaire)
- 1997: Parkhotel Stern - Big Trouble (televisieserie)
- 1997: Der Alte (televisieserie, diverse rollen, 2 afleveringen)
- 1997: Inseln unter dem Wind - Abgestürzt (televisieserie)
- 1998–2003: Siska (televisieserie, 50 afleveringen)
- 2000: Zurück auf Los!
- 2000: Für alle Fälle Stefanie - Bis aufs Blut (televisieserie)
- 2000: Stubbe – Von Fall zu Fall: Tod des Models (televisieserie)
- 2001: Vera Brühne
- 2002: Highspeed – Die Ledercops - Leopardenjagd (televisieserie)
- 2002: Führer Ex (bioscoop)
- 2004–2022: In aller Freundschaft (televisieserie, diverse rollen, 3 afleveringen)
- 2004: Tatort: Teufelskreis (televisieserie)
- 2006: Die Krähen
- 2007: SOKO Rhein-Main - Kumpels aus Kamerun (televisieserie)
- 2007–2014: Küstenwache (televisieserie, diverse rollen, 3 afleveringen)
- 2008: Valkyrie (bioscoop)
- 2009–2023: SOKO Wismar (televisieserie, diverse rollen, 3 afleveringen)
- 2009–2020: Notruf Hafenkante (televisieserie, diverse rollen, 3 afleveringen)
- 2009–2021: SOKO Leipzig (televisieserie, diverse rollen, 4 afleveringen)
- 2010: Die Friseuse (bioscoop)
- 2010: Tatort: Im Netz der Lügen
- 2011, 2013: SOKO Stuttgart (televisieserie, diverse rollen, 2 afleveringen)
- 2012: Nicht mit mir, Liebling
- 2014: Letzte Spur Berlin - Blendung (televisieserie)
- 2014: Sprung ins Leben
- 2018: Weissensee - Blühendes Land (televisieserie)
- 2018: Ihr seid natürlich eingeladen
- 2018: Gloria, die schönste Kuh meiner Schwester
- 2020: Erzgebirgskrimi – Tödlicher Akkord (televisieserie)
- 2020: In aller Freundschaft – Die jungen Ärzte - Spiegel (televisieserie)
- 2021: Inga Lindström: Das Haus der 1000 Sterne (televisieserie)
- 2021: All You Need (televisieserie)

## Regie
- 2007: Ganze Kerle (Komödie Düsseldorf)

## Onderscheidingen
- 1990: Nachwuchsdarstellerpreis op het zesde Nationales Spielfilmfestival der DDR voor Coming Out
- 1990: Zilveren Beer van de Berlinale (het Internationale Filmfestival van Berlijn)